# Martin Hinterstocker senior
Martin Hinterstocker (* 28. Juli 1954 in Holzkirchen) ist ein ehemaliger deutscher Eishockeyspieler und -trainer, der in seiner aktiven Zeit von 1972 bis 1990 für den SC Riessersee, Berliner Schlittschuhclub, EV Rosenheim, Düsseldorfer EG, ECD Iserlohn und ESV Kaufbeuren in der Eishockey-Bundesliga spielte. Mit der deutschen Nationalmannschaft gewann er bei den Olympischen Winterspielen 1976 die Bronzemedaille. Für seine Leistungen wurde er in die Hall of Fame Deutschland aufgenommen.

## Karriere
Seine Karriere im Seniorenbereich begann er 1971 beim SC Riessersee. Nach zwei Spielzeiten, in denen er jeweils über 20 Tore gelungen waren, zog es ihn wie viele bayrische Spieler in dieser Zeit zu einem der finanzstärkeren Vereinen im Norden. Schon als 20-Jähriger konnte der Stürmer mit dem Berliner SC in der Saison 1973/74 die deutsche Meisterschaft gewinnen. Zwei Jahre später stand er im Aufgebot der deutschen Nationalmannschaft, mit der er bei den Olympischen Spielen 1976 die Bronzemedaille gewann. Für diesen sportlichen Erfolg erhielten er und die deutsche Eishockeyolympiamannschaft 1976 das silberne Lorbeerblatt.
Die Zeit in Berlin wurde von einem kurzen Gastspiel für die Saison 1978/79 beim EV Rosenheim unterbrochen. In der Saison 1976/77 war er Top-Torschütze der Liga, woraufhin er auch in das All-Star Team gewählt wurde. Nach zwei WM- (1978, 1979) und einer weiteren Olympiateilnahme (1980) wechselte der gebürtige Bayer zur Saison 1982/83 zur Düsseldorfer EG, doch schon nach 22 Spielen verließ er die nordrhein-westfälische Landeshauptstadt wieder um, beim ECD Iserlohn eine neue Heimat zu finden. Zur Saison 1984/85 ging er zurück in seine Heimat zum SC Riessersee, wo er bis auf ein kurzes Intermezzo beim Augsburger EV vier Jahre lang blieb. In der Saison 1988/89 lief er für den ESV Kaufbeuren auf, ein Jahr danach spielte er seine letzte Saison wieder in Iserlohn beim ECD Sauerland, in der damals zweithöchsten Spielklasse.

### Trainerlaufbahn
1992 übernahm er den Trainerstuhl beim EV Füssen in der Eishockey-Oberliga. Nach zwei Jahren übergab er das Team an Rodion Pauels. 1997 übernahm er die Leitung des damaligen Drittliga-Teams ESC Dorfen. In der DEL stand er in der Saison 1999/2000 an der Seite von Hans Zach als Co-Trainer bei den Kassel Huskies hinter der Bande. In der Saison 2005/06 coacht er das Landesliga-Team des ERSC Ottobrunn.

## Erfolge und Auszeichnungen
| - 1975 Deutscher Vizemeister mit dem Berliner Schlittschuhclub - 1976 Bronzemedaille bei den Olympischen Winterspielen 1976 - 1976 Silbernes Lorbeerblatt - 1976 Deutscher Meister mit dem Berliner Schlittschuhclub | - 1978 Deutscher Vizemeister mit dem Berliner Schlittschuhclub - 1990 Meister der 2. Bundesliga mit dem ECD Sauerland - Aufnahme in die Hall of Fame Deutschland |

## Karrierestatistik

### International
Vertrat Deutschland bei:
| - U19-Junioren-Europameisterschaft 1972 - U19-Junioren-Europameisterschaft 1973 - Weltmeisterschaft 1973 - B-Weltmeisterschaft 1974 - B-Weltmeisterschaft 1975 | - Olympische Winterspiele 1976 - Weltmeisterschaft 1978 - Weltmeisterschaft 1979 - Olympische Winterspiele 1980 |

(Legende zur Spielerstatistik: Sp oder GP = absolvierte Spiele; T oder G = erzielte Tore; V oder A = erzielte Assists; Pkt oder Pts = erzielte Scorerpunkte; SM oder PIM = erhaltene Strafminuten; +/− = Plus/Minus-Bilanz; PP = erzielte Überzahltore; SH = erzielte Unterzahltore; GW = erzielte Siegtore; 1 Play-downs/Relegation; Kursiv: Statistik nicht vollständig)

## Familie
Martin Hinterstocker senior ist der Vater der beiden ehemaligen Eishockeyprofis Benjamin Hinterstocker und Martin Hinterstocker junior, die beide in der Deutschen Eishockey Liga (DEL) aktiv waren. Mit seinem Bruder Hermann Hinterstocker spielte er unter anderem in Rosenheim und beim Berliner SC in einer Mannschaft.